# Celebration (Flórida)
Celebration é uma região censo-designada localizada no estado americano de Flórida, no Condado de Osceola. Foi desenvolvido pela Walt Disney Company.
Celebration é conectado diretamente aos parques e aos recursos do mundo de Walt Disney pelo World Drive; A extremidade Norte do World Drive situa-se perto do Magic Kingdom extremidade sul conecta ao Boulevard Celebration, permitindo que os residentes do Celebration e convidados dirijam à propriedade de Disney sem ter que usar os caminhos ocupados. Com a população crescente, Disney desfez-se da maioria de seu controle sobre o Celebration desde sua fundação da cidade, embora diversas unidades de negócio da Disney ainda ocupem muitos dos edifícios de escritório da cidade.
O edifício mais representativo de Celebration encontra-se na Market Street, (que vai da praça da cidade ao lago); a edificaçação mais majestosa da cidade, com uma torre imponete e ornamentada: o escritório de vendas de imóveis. Esse escritorio acaba por  representar o sentido da concepção da comunidade de Celebration como sendo representativa dos negócios imobiliários.
Apesar de ainda ligado e de autoria da Disney, o empreendimento nunca esteve vinculado ao Mickey nem a Minnie. Ao contrário de que alguns possam esperar não há imagem deles ou de nenhum de seus personagens, nem souvenires nas lojas para turistas.
Celebration foi projetada para parecer “vernácula”, uma releitura dos estilos de construção de épocas passadas, principalmente europeias. A arquitetura da cidade intencionalmente revive o final do século XIX. De acordo com uma pesquisa realizada pela Disney, esses estilos foram indicados pelos norte-americanos como o estilo que melhor traduzia o espírito do país. Os souvenires que se encontram nas lojas trata-se de brinquedos e reproduções de móveis dos estilos passados e marcou sua característica turística em Orlando. A cidade se destaca também comercialmente com um número surpreendente de restaurantes em comparação com o de habitantes.
Recentemente, alguns residentes formularam uma petição para que a cidade seja incorporada ao governo local; a medida poderá antes ser aceita antes das eleições de 2007.
O empresário e apresentador Silvio Santos possui uma mansão na cidade e é visto constantemente em seus dias de descanso.

## História

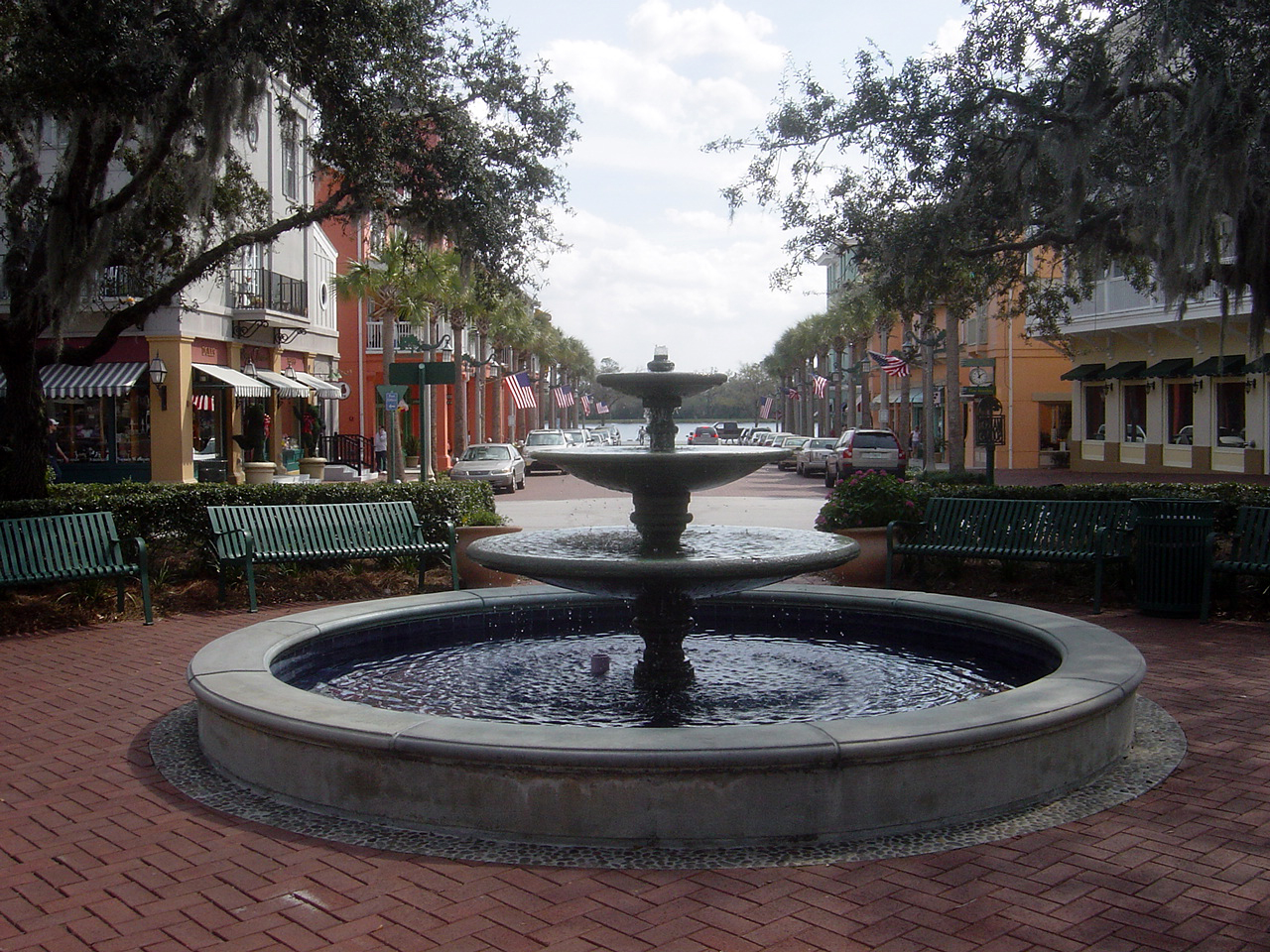
Market Street na downtown de Celebration.

Celebration foi fundado em 1994 em terras próprias da Disney que não tinham sido previamente desenvolvidas (eram utilizadas para realocar os jacarés retirados de perto das áreas de visitantes da Disney). O Celebration não era anexado ao distrito de Reedy Creek Improvement. Coincidentemente, os limites originais de 1967 do distrito cobriam muita da terra que é agora Celebration. Os limites foram modificados para mais a  nordeste em 1969 e, assim, o local logo depois sendo rebatizado à cidade do Lago de Buena Vista. (:City of Lake Buena Vista).Nesse tempo, esta cidade cobriu somente parcelas do distrito que presumidamente eram consideradas como comunidades.
Reivindica-se às vezes que o Celebration pretendia cumprir a visão original de Walt Disney para EPCOT como uma posição experimental onde os povos poderiam viver, mas o Celebration Company nunca esclareceu isto como uma motivação

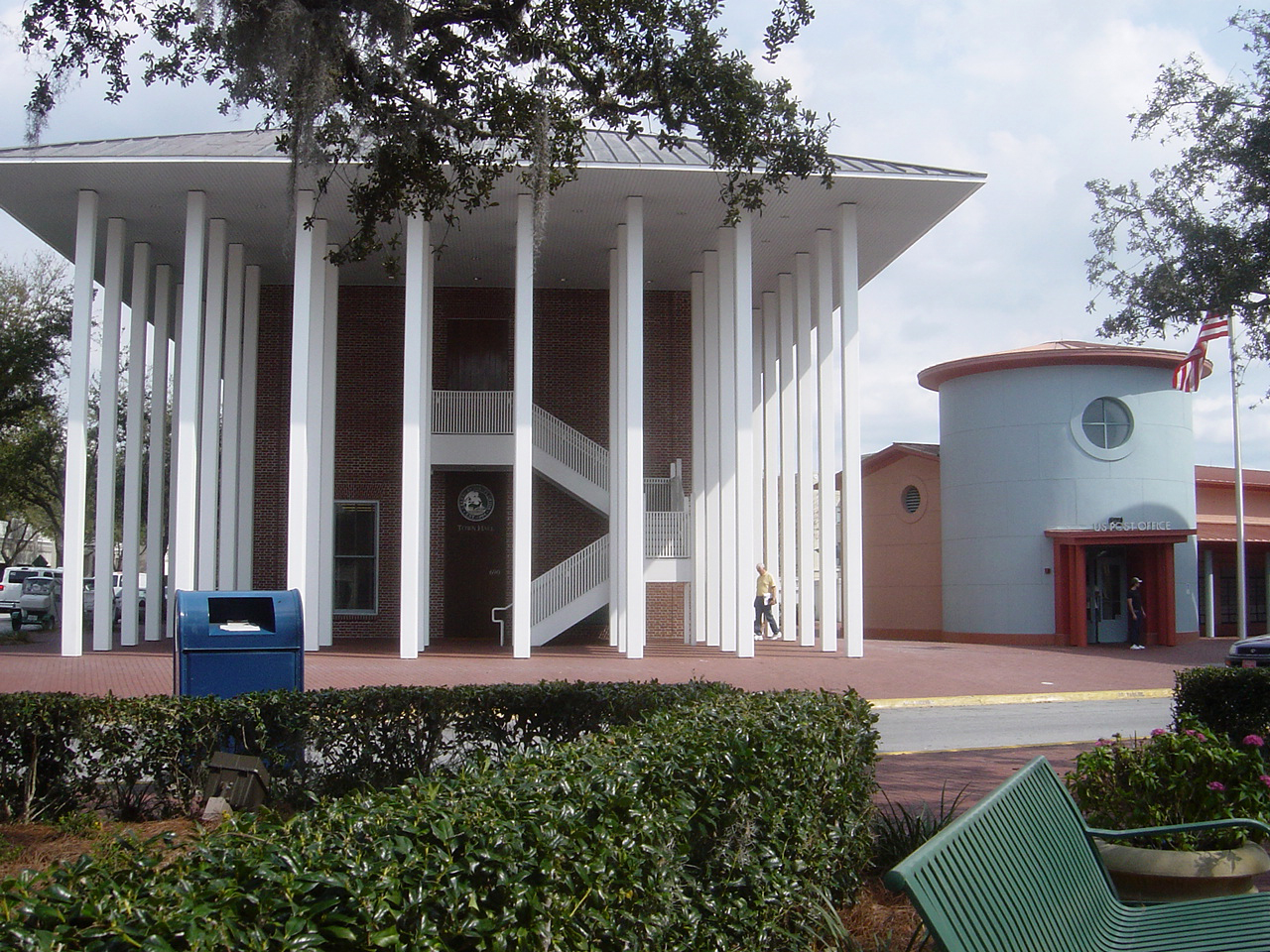
Town Hall e o correio na downtown.

A base da concepção para a cidade do Celebration refletiu o movimento "Novo Urbanismo".(New Urbanism) Sinais de Novo-Urbanismo são vistos na cidade através das edificações residenciais perto uma das outras para melhor promover um sentido de comunidade. A filosofia por trás da cidade é que ela deve ser um lugar amigável, com forte senso de vizinhança, extraindo-se de seu projeto e de sua sensibilidade inspiração de lugares como Savannah na Geórgia; Nantucket em Massachusetts; e Charleston na Carolina do Sul. A planta mestra foi desenvolvida por Robert A. M. Stern Arquitects conjuntamente com Cooper Robertson & Patners, ambos de Nova Iorque. Em vez de usar a visão de Disney para EPCOT, que era baseada no modernismo e no futurismo, a cidade tenta enfatizar os parques, os passeios, e uma mistura do espaço residencial e comercial. O banco da cidade, o correio, o salão da cidade (Town hall), o cinema, e outros edifícios do  foram projetados por arquitetos renomados, sendo a maioria das edificações residenciais situadas a uma milha do downtown.

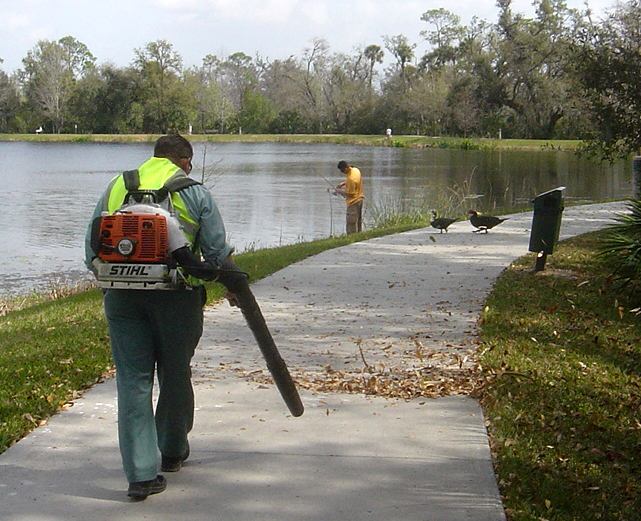
Um trabalhador recolhe folhas perto do Lago de Celebration.

São comuns os Segways e os pequenos carros elétricos chamados "NEV"s. Os eventos da comunidade acontecem na downtown durante todo o ano; por exemplo, durante a estação do Natal "neva" na rua do mercado (espuma artificial). A primeira igreja habitável foi uma igreja cristã presbiteriana, mas há atualmente representadas 7 denominações religiosas diferentesincluindo uma congregação judia. Há também um hospital, o “Celebration Health”, cuja propriedade e administração pertencem ao sistema Hospital da Florida/ Sistema de Saúde Adventista. Há um Corpo de Bombeiros operado pelo sistema de incêndio e salvamento do distrito Osceola.
Existem dezoito campos de golfe na cidade. O Celebration não é uma comunidade fechada; porque as portas não fazem parte da  visão do Novo Urbanismo, e a área do downtown  depende do rendimento com os turistas. Como na maioria das novas subdivisões do “curso do golf” na Florida, os residentes do Celebration são governados por uma associação comunitária (Homeowners Association) que os “cooperadores”  concordam em  proteger  a “sensação” de comunidade: os residentes devem manter gramados aparados, não devem estacionar barcos ou RVs (do inglês, Veículos de Recreação) nas ruas ou avenidas, e devem manter a aparência da rua da casa (tudo incluindo “sinais para venda", números de casa, mobília do gramado como birdbaths(banheiras de pássaros), e as cores da pintura exterior, dentro dos limites prescritos.
Em consequência de seu projeto  “neo-tradicional” e de suas réguas, o Celebration tende a evocar reações fortes nas pessoas: alguns amam sua arquitetura, dizendo que preferem seus olhares ao padrão vigente,das subdivisões modernas do neo-tradicional do estilo “Cookie-Cutter Houses” (ou Tract housing); outros comparam-no cìnicamente a um filme artificial ajustado às réguas opressivas. Alguns comparam a aparência do Celebration àquela cidade do Seaside, na Florida (que foi usado nas filmagens do O Show de Truman). Outros visitantes crêem serem tais comparações fora de proporção, vendo as réguas da aparência e de Associação comunitária de Celebration como sendo típicas de numerosas subdivisões que existem em outras partes dos Estados Unidos e que geraram muito menos atenção negativa, incluindo diversas comunidades urbanas-novas (new urbans) similares tais como a Harbor Town em Memphis.
Em 1995, tudo o que existia da cidade eram algumas estradas em construção e um reboque com uma fachada de majestosa casa para anunciar as plantas futuras. Uma loteria foi realizada para dar oportunidade de se comprar uma casa nesta "cidade da Disney" e todos os 351 lotes residenciais da primeira área da cidade foram vendidos rapidamente com a loteria deixando uma lista de espera de seis meses. Mas os construtores eram despreparados para a demanda e consequentemente a qualidade da construção inicial era às vezes secundária, contribuindo para o empreendimento ganhar o ridículo na imprensa. Outro ponto da disputa foi a escola do Celebration, que tentou incorporar muitas ideias progressivas nas suas maneiras e que acabaram por ser mais confusas do que bem sucedidas. As pessoas que compraram edificações rapidamente tiveram a impressão geral que a conexão de Disney ao projeto significava que nada poderia sair errado, mas esta ideia teve vida curta.
Por sua rápida construção, Celebration teve que depender de mão de obra provisória e sem treinamento adequado, na maioria imigrantes e que acabaram por morar em casas muito mais baratas nas proximidades. Nas proximidades de Celebration e da Disney World fica a cidade de nome Kissimme (algo como Beijeme), onde moram muitos dos empregados do Disney World.

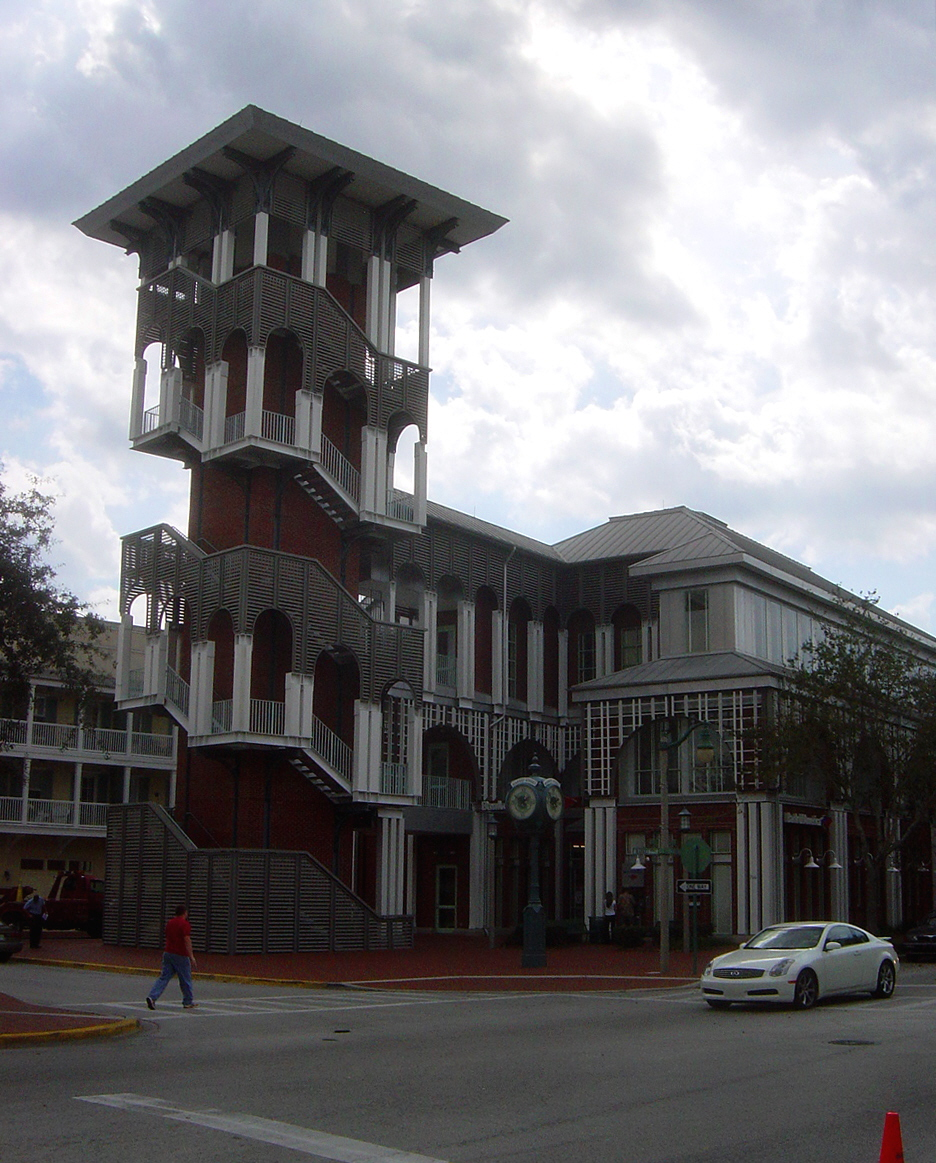
Filial do Bank of America na downtown.

Os primeiros habitantes mudaram-se para Celebration em 18 de junho de 1996. Com os primeiros anos da cidade, muitas pessoas perseveraram e uniram-se mais firmemente como uma comunidade para certificar-se de que a cidade viveria até que seus compromissos e sua promessa fossem cumpridos. Em consequência, pode-se dizer que a cidade do Celebration cumpriu a maioria de suas intenções originais.
Uma peculiaridade da cidade é que em pouco tempo começou a funcionar a Celebration Company, uma subsidiária inteiramente pertencente a Walt Disney Company, que administraria a cidade, antes de eleitos oficiais eleitos. O resultado foi que algumas decisões realizadas em nome dos habitantes da comunidade foram feitas com lucros da Disney antes de manifestados os desejos da população da cidade - por exemplo, a área da downtown contem diversas lojas que vendem souvenires, mas nenhuma estação de gás ou vídeo-locadora. Com o tempo, estes problemas foram resolvendo-se pois os habitantes acabaram por ganharam posições eleitas na “Celebration Residential Owners Association”, a Corporação dos Arrendadores, e enquanto isso gradualmente a Disney vem diminuindo seu papel na cidade. A Disney vendeu recentemente a área do downtown ao Lexin Capital, uma firma de investimento estatal privada. Recentemente, outro desenvolvimento comercial chamado Water Tower Place foi construído junto aos U.S.192 (United States Highway) com negócios tais como, Chick-fil-A, Mobil, limpeza de roupas a seco, uma videolocadora e a filial ocidental do sistema de biblioteca de Osceola.
Os residentes do Celebration não recebem passagens livres, descontos, ou nenhuma sorte do tratamento preferencial em parques ou resorts da Disney. De fato, os empregados da Disney recebem descontos jantando e comprando durante toda sua área incluindo o downtown de Celebration (devido a negociações que tem o intuito de atrair um grande número de empregados da Disney para a cidade), enquanto os habitantes do  Celebration não.

## Áreas
Há oito áreas de expansão no Celebration: Vila Norte (North Village), Vila Sul (South Village), Vila do Leste (East Village), Vila Ocidental (West Village), Vila do Celebration (Celebration Village), Lago Evalyn (Lake Evalyn), Canto de Roseville (Roseville Corner), e Parque do Artisan (Artisan Park).
As residências são construídas em vários estilos pré-aprovados abrangendo o “Revival”  Vitoriano, Mediterrâneo, Francês, Litoral, e Colonial, e há ainda sete tamanhos gerais das edificações que variam dos confortáveis bangalôs às propriedades enormes. Os estilos e os tamanhos das edificações são misturados através da cidade; há ruas de casas grandes ao lado das ruas de pequenas habitações. A maioria das residências tem aléias para esconder entradas de automóveis e contêineres de lixo, os (“trash cans”). A maioria das residências possuem pátios de entrada cobertos, e todas situam-se razoavelmente perto da rua e de seus vizinhos para novamente criar uma proximidade entre a comunidade. As habitações do Celebration não têm comprimentos grandes. Fixar o preço para novas edificações novas varia de $390.000 dolares e nos condôminios de até $700.000-$1.000.000 dolares para casas. Os apartamentos são alugados tipicamente por $900 dolares/mês ou mais, e diversos apartamentos estão disponíveis acima da área de negócios da downtown e  “apartamentos de garagem”.

## Transporte
Ao contrário do seu típico projeto de uma cidade americana quintessential, Celebration não tem nenhuma estrada nomeada como Rua Principal (Main Street), pois é já havia uma no condado de Osceola. As duas estradas principais que atravessam o centro da downtown são nomeadas Market Street (Rua do Mercado) e Front Street (Rua dianteira). Algumas ruas incluem:

### Boulevard do Celebration
É uma avenida paralela a I-4 que inclui muitos negócios comerciais e a High School. A arquitetura na rua é o estilo moderno do Celebration. Este estilo reflete a arte as influências Streamline Moderne e Art Decor com a influência de listras lisas, ornamentação escassa porém impressiva, e amplas oportunidades para características especiais individualmente expressivas.
A rua inteira é linear com duas fileiras de  Palmeiras de Washington. Os edifícios da rua incluem áreas para se sentar  sob as sombras de árvores e das treliças ao longo de suas frentes.

### Localização
É uma área junto à área de Plinth que inclui edifícios comerciais com uma imagem de “Campo Santo” e uma seção-marco, é uma área que se estende pela borda de uma área natural de conservação criando sua própria identidade. A área de Plinth possui três seções:
- Seção De Plinth (Plinth Section).
- Seção Do Edifício (Building Section).
- Seção Do Estacionamento (Parking Section).

Cada seção define diferentes elementos do projeto.

## Cultura pop
A banda Chumbawamba incluiu uma canção chamada o "Celebration, Florida" em seu álbum WYSIWYG. Eles satirizam os excessos (percebidos) do consumismo americano e a "nostalgia de uma época que eles não se lembram” (nostalgia for a time they can't remember) que a cidade supostamente encarnaria. O personagem Brian na Broadway musical "Avenida Q" faz uma referência à cidade antes da canção "Special" é executado "The Around the Clock" por um fantoche curvado.
Também, um episódio da animação “Os Simpsons” sobre uma "Globex Corporation" pinta uma cidade similar que aparenta ser como o Celebration.
Umas das sensações adolescente dos anos 80, Jordan Knight, do “New Kids on the Block” realizou um concerto na downtown em dezembro de 2006 onde executou novas canções de seu atual  CD como se fossem novas canções do grupo.

## Geografia
Celebration situa-se em 28°19'12"N, 81°32'25"W (28.320059, -81.540149). Possui  aproximadamente 4.900 acres e possibilidade de abrigar 8.000 residências.
De acordo com o United States Census Bureau tem uma área de
27,7 km², dos quais 27,6 km² cobertos por terra e 0,1 km² cobertos por água.

## Demografia
De acordo com o censo americano de 2000 em Celebration havia 2.736 pessoas, 952 casas, e 716 famílias que residem na comunidade. A densidade da população era 99,0/km². Havia 1.093 unidades residenciais com uma densidade média de 39,6/km². A Composição racial auto-denominada é 93,57% de brancos, 1,72% de negros ou americanos africanos, 0,26% de americanos nativos, 2,41% asiáticos, 1,02% de outras raças, e 1,02% de dois ou mais raças. 7,60% da população eram latino-americanos ou outro Latino.
Havia 952 famílias em que 45,1% tinham crianças com idade inferior a 18 anos, 66,5% representando famílias de casais casados vivendo juntos, 6,3% constituindo-se de famílias sem marido presente, e 24,7% não eram famílias. 20,2% de todas as casas eram de solteiros e 3,6% pertenciam a uma pessoa sozinha com mais de 65 anos de idade.
Quanto à faixa etária da população, se divide em: 30,8% com idade inferior a 18 anos; 5,1% com 18 a 24 anos; 30,8% com 25 a 44 anos; 26,4% com 45 a 64 anos; e, de 6,9% com idade superior a 65 anos. A idade média é de 37 anos. Para cada 100 mulheres havia 94,7 homens. Para cada 100 mulheres com mais de 18 e havia 93,5 homens correspondentes.
A renda média para um lar da comunidade era de $74.231, e a renda media para uma família era $92.334. Os homens tiveram uma renda media de $51.250 contra $46.650 para as mulheres. A renda per capita do censo era $39.521 onde 6.2% da população e 4.3% das famílias estavam abaixo da linha da pobreza. 8.5% com idade inferior a  18 anos.
Até 2004, havia 9.500 residentes em 3.745 casas (incluindo apartamentos).

## Localidades na vizinhança
O diagrama seguinte representa as localidades num raio de 16 km ao redor de Celebration.

## Imagens adicionais

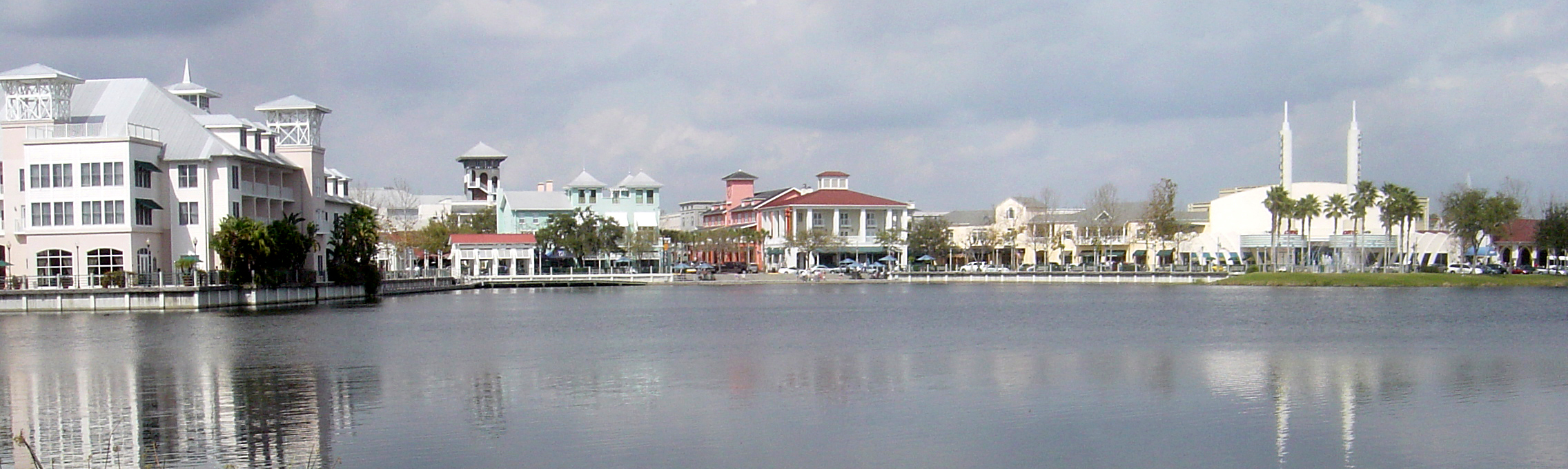
Downtown de Celebration
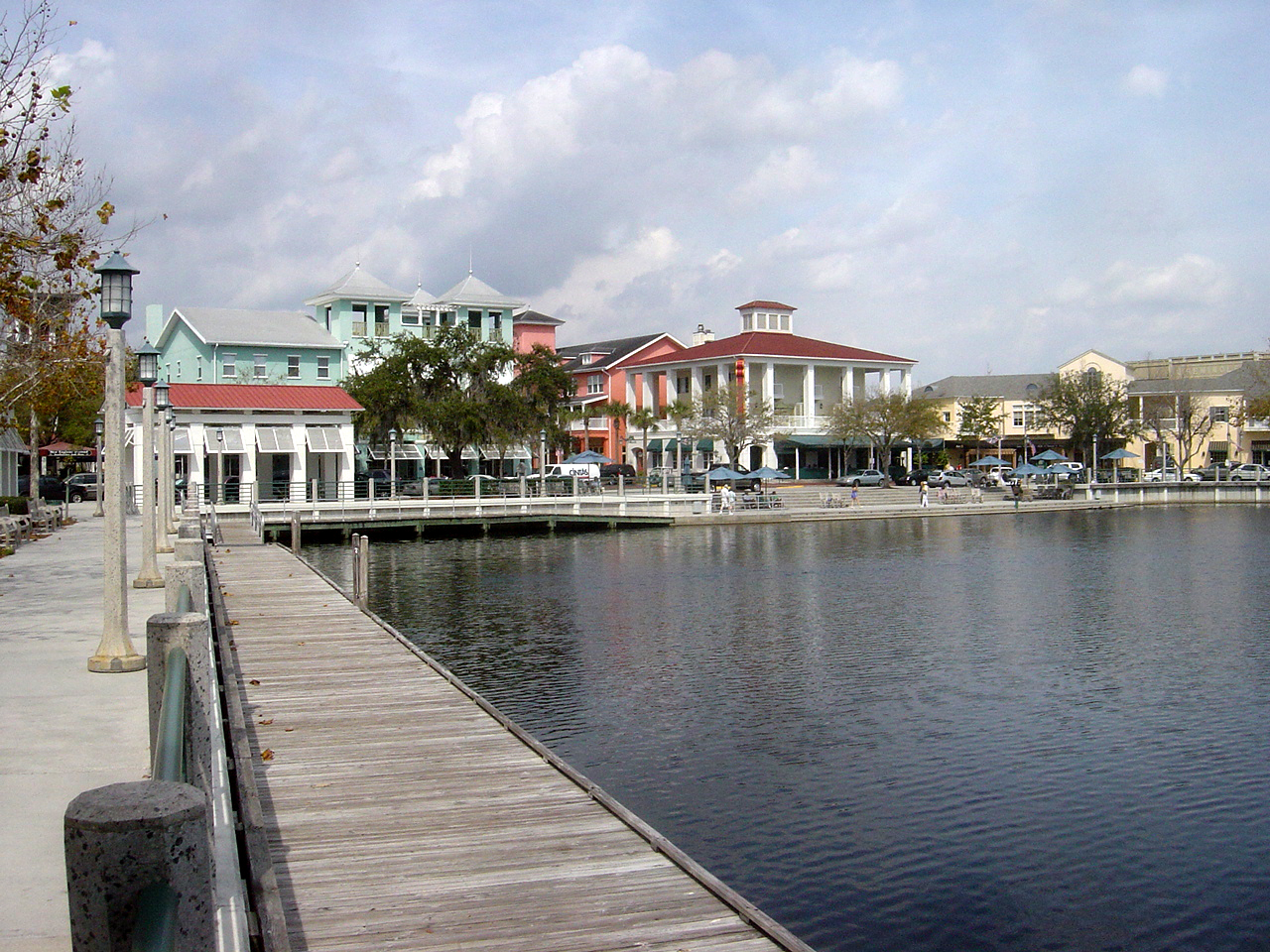
Downtown de Celebration
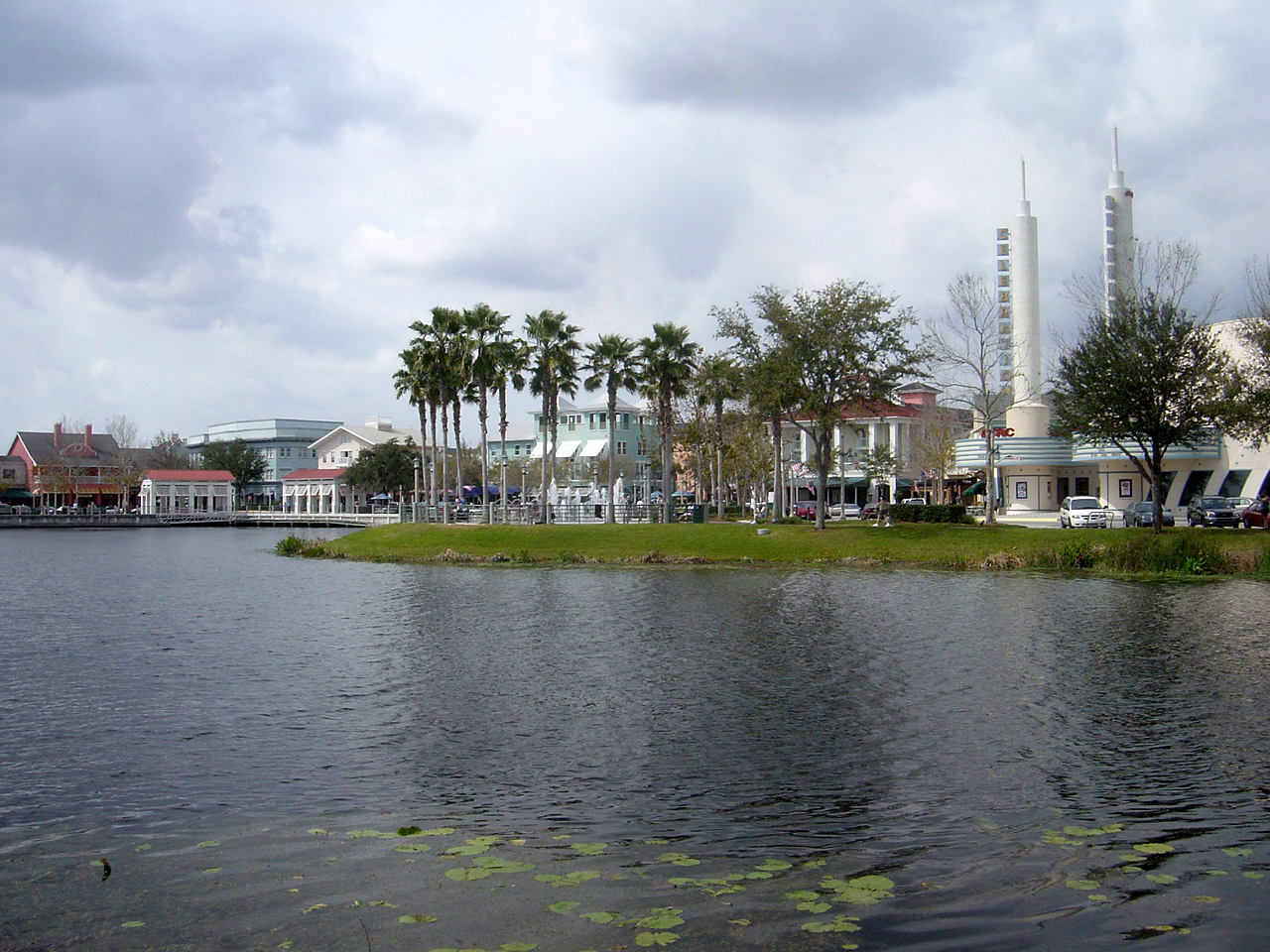
Downtown de Celebration, com o estilo art deco  do cinema.
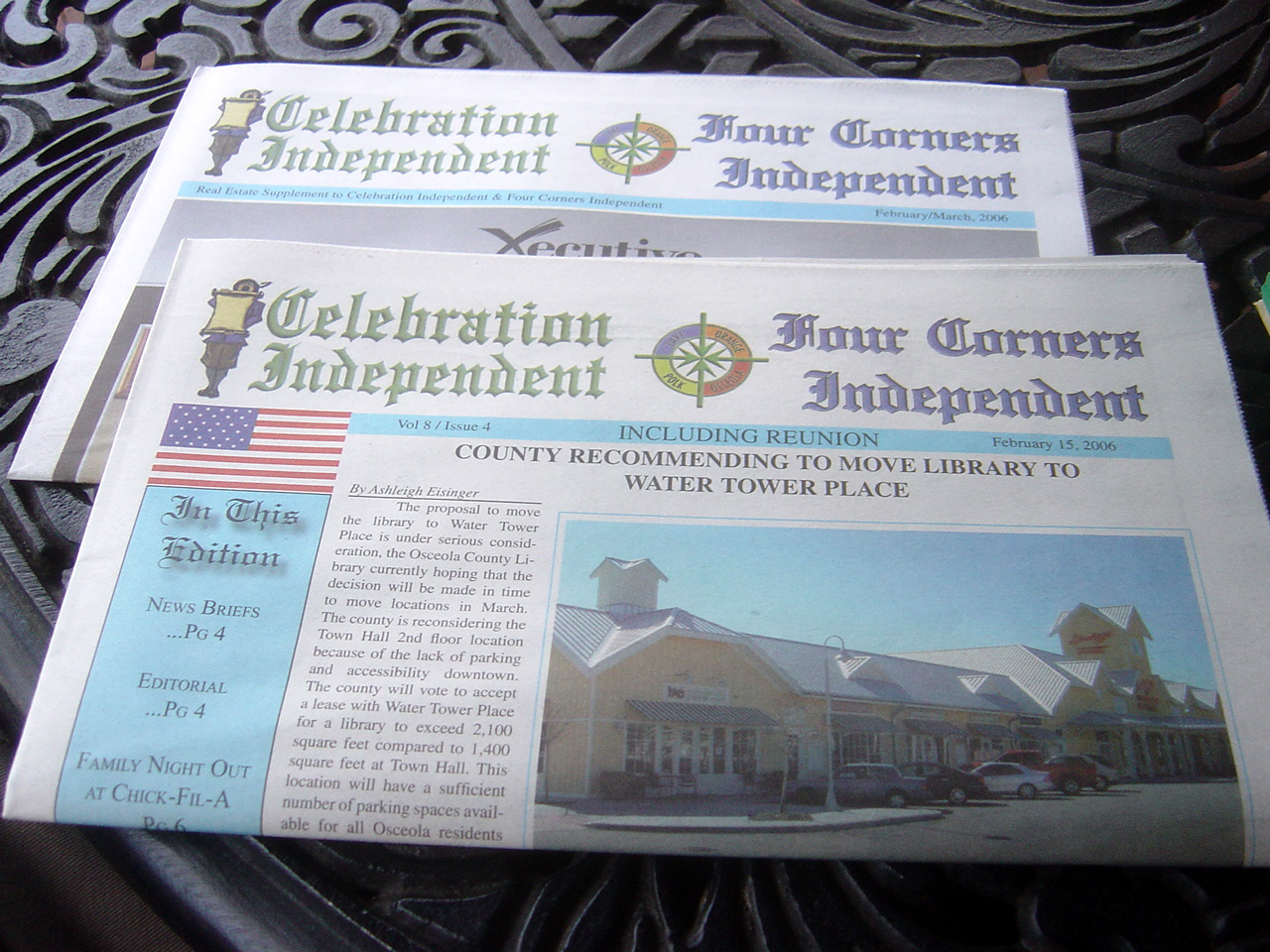
Celebration Independent, O jornal local
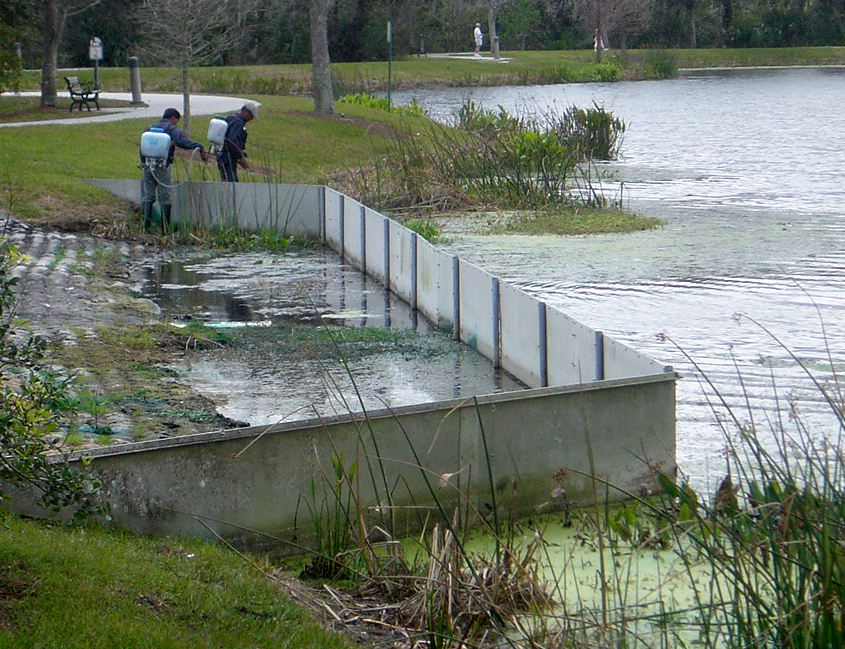
Trabalhadores de Celebration borrifam spray no Park de downtown com repelente para mosquitos.
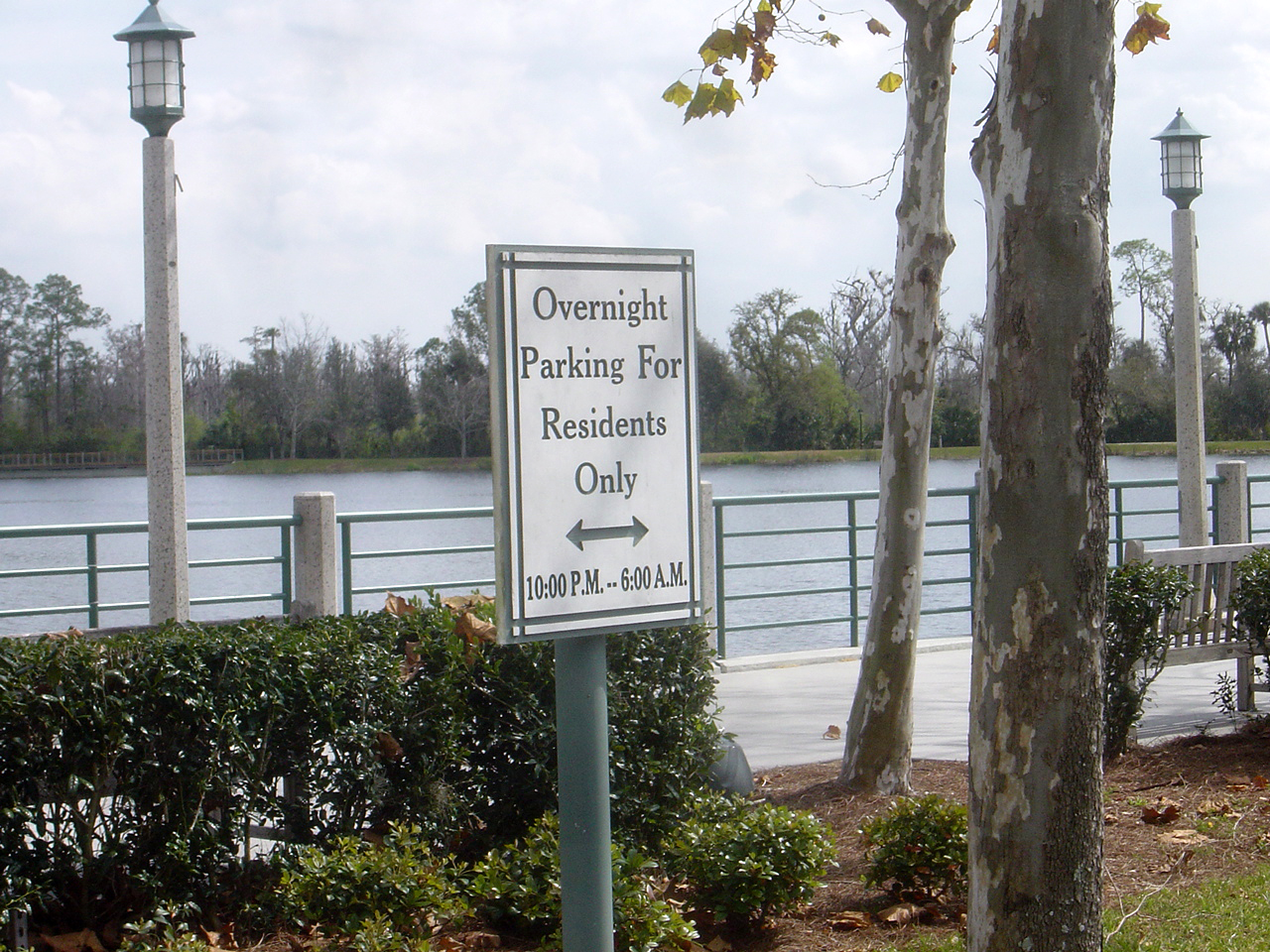
Típico sinal de rua no downtown de Celebration

## Livros
Existem três livros que dizem algo da história de Celebration e publicados em inglês. Os primeiros dois foram escritos pelos moradores que fizeram uma pesquisa em 1997; focalizam nos futuros problemas de sua construção e nos enganos de concepções que envolvem a cidade. Ambos os livros foram publicados em 2000:
Celebration, U.S.A.: Living in Disney's Brave New Town por Douglas Frantz and Catherine Collins (ISBN 0-8050-5561-4)
The Celebration Chronicles: Life, Liberty, and the Pursuit of Property Value in Disney's New Town por Andrew Ross (ISBN 0-345-41752-6)
O terceiro livro foi publicado em 2004.
Celebration: The Story of a Town por Michael Lassell (ISBN 0-7868-5405-7)